# Das unsterbliche Herz
 Das unsterbliche Herz ist ein deutsches Filmdrama des Regisseurs Veit Harlan aus dem Jahr 1939. Die Verfilmung des weitgehend überarbeiteten Bühnenstücks Das Nürnbergische Ei (1913) von Walter Harlan wurde am 31. Januar 1939 im Ufa-Palast in Nürnberg uraufgeführt. Am 14. Februar desselben Jahres erfolgte die Berliner Premiere im Ufa-Palast am Zoo.

## Handlung
Nürnberg im Jahr 1517. Peter Henlein, erfindungsreicher Handwerker, experimentiert mit seinem Gesellen Konrad mit Pistolen herum, als sich plötzlich ein Schuss aus einer der Handfeuerwaffen löst. Peter Henlein ist schwer getroffen. Der herbeigerufene Dr. Schedel diagnostiziert, dass operiert werden muss. Da die Operation gefährlich ist, verzichtet Henlein darauf. Er steckt die ihm noch verbliebene Zeit in die Erfindung einer Taschenuhr. Seine Frau Ev und Dr. Schedel versuchen ihn von seinem Vorhaben abzuhalten. Sie wünschen sich, dass er sich operieren lässt.
Am Ende des Films gelingt Henlein zwar die Konstruktion der Taschenuhr, aber bald darauf stirbt er. Seine Beerdigung wird als Massenaufmarsch inszeniert.

## Hintergrund
Die Dreharbeiten fanden von Ende Juli 1938 bis Mitte Dezember 1938 statt. Die Außenaufnahmen entstanden in Hildesheim, an der Ostsee (bei Binz auf Rügen und Swinemünde) sowie in Nürnberg. Zu sehen sind unter anderem die Nürnberger Burg, der Schöne Brunnen sowie die Frauenkirche Nürnbergs. Die Innenaufnahmen wurden im Tobis-Atelier in Berlin-Johannisthal gedreht. Als Filmarchitekten fungierten Hermann Warm und Johann Massias.

## Medien
- VHS: Das unsterbliche Herz – Polyband & Toppic Video/WVG – FSK: 16[1]

## Weiterführende Literatur
- Richard Rongstock: „Aus Nürnberg über die ganze Welt“ – Veit Harlans Spielfilm „Das unsterbliche Herz“ und seine Darstellung Nürnbergs in der Zeit der Renaissance. In: Charlotte Bühl-Gramer, Wolfgang Hasberg, Susanne Popp (Hrsg.): Antike – Bilder – Welt – Forschungserträge internationaler Vernetzung – Elisabeth Erdmann zum 70. Geburtstag. Schwalbach/Ts. 2013, S. 163–178.
- Hans-Jürgen Tast Zwischen Kunst und Propaganda – Vor 70 Jahren drehte Veit Harlan ‚Das unsterbliche Herz’ in Hildesheim; in „Hildesheimer Allgemeine Zeitung“, Samstag, 3. Mai 2008, 9 Abb.; abgedruckt in Sven Abromeit (Red.) Aus der Heimat – Jahrgang 2008, Verlag Gebrüder Gerstenberg (Hildesheim 2008), Sonderdruck ohne ISBN, EUR 8,95, S. 35–42, 9 Farb-/SW-Abb.